# Куруглієв Магомед Чихібубайович
Магомед Чихібубайович Куруглієв (рос. Магомед Чихибубаевич Куруглиев; нар. 16 січня 1974, село Цнал, Хівський район, Дагестанська АРСР, РРФСР) — казахський борець вільного стилю, бронзовий призер чемпіонату світу, срібний та дворазовий бронзовий призер чемпіонатів Азії, срібний та дворазовий бронзовий призер Азійських ігор, учасник трьох Олімпійських ігор. Майстер спорту Казахстану міжнародного класу. Заслужений тренер Казахстану. За національністю — лезгин.

## Біографія
Народився в селі Цнал Хівського району Дагестану. У віці чотирьох років переїхав з батьками до міста Жанаозен в Казахській РСР. Боротьбою почав займатися з 1983 року в Жанаозені. Перший тренер — Даурен Атамкілов. У 1989 році батьки повернулися до Дагестану, і Магомед залишився в Казахстані один. Йому пропонували виступати за Дагестан, але він на той час був уже призером першості СРСР серед юнаків і не міг покинути Алмати, де навчався в спортивному інтернаті. Виступав за Центральний спортивний клуб армії з Алмати. З 1995 до 2006 року захищав кольори збірної Казахстану. Після завершення активних виступів на борцівському килимі очолює школу олімпійського резерву з боротьби в місті Актау (Мангистауська область, Казахстан). 2008 отримав звання Заслуженого тренера Казахстану за підготовку бронзового призера з вільної боротьби літніх Олімпійських ігор 2008 року Марида Муталімова.
Племінник Магомеда Куруглієва Даурен Куруглієв захищає кольори збірної Росії з вільної боротьби, переможець декількох міжнародних турнірів, чемпіон Європи, чемпіон Європейських ігор, володар Кубку світу.

## Спортивні результати на міжнародних змаганнях

### Виступи на Олімпіадах
| Змагання                                   | Збірна    | Вагова категорія          | Місце |
| ------------------------------------------ | --------- | ------------------------- | ----- |
| Боротьба на літніх Олімпійських іграх 1996 | Казахстан | вільна боротьба, до 74 кг | 19    |
| Боротьба на літніх Олімпійських іграх 2000 | Казахстан | вільна боротьба, до 85 кг | 10    |
| Боротьба на літніх Олімпійських іграх 2004 | Казахстан | вільна боротьба, до 84 кг | 18    |

### Виступи на Чемпіонатах світу
| Змагання                        | Збірна    | Вагова категорія          | Місце  |
| ------------------------------- | --------- | ------------------------- | ------ |
| Чемпіонат світу з боротьби 1995 | Казахстан | вільна боротьба, до 74 кг | 16     |
| Чемпіонат світу з боротьби 1997 | Казахстан | вільна боротьба, до 76 кг | 27     |
| Чемпіонат світу з боротьби 1998 | Казахстан | вільна боротьба, до 85 кг | 5      |
| Чемпіонат світу з боротьби 1999 | Казахстан | вільна боротьба, до 85 кг | 7      |
| Чемпіонат світу з боротьби 2001 | Казахстан | вільна боротьба, до 85 кг | 8      |
| Чемпіонат світу з боротьби 2003 | Казахстан | вільна боротьба, до 84 кг | 5      |
| Чемпіонат світу з боротьби 2005 | Казахстан | вільна боротьба, до 84 кг | Бронза |
| Чемпіонат світу з боротьби 2006 | Казахстан | вільна боротьба, до 84 кг | 15     |

### Виступи на Чемпіонатах Азії
| Змагання                       | Збірна    | Вагова категорія          | Місце  |
| ------------------------------ | --------- | ------------------------- | ------ |
| Чемпіонат Азії з боротьби 1995 | Казахстан | вільна боротьба, до 90 кг | 5      |
| Чемпіонат Азії з боротьби 1996 | Казахстан | вільна боротьба, до 74 кг | Срібло |
| Чемпіонат Азії з боротьби 1997 | Казахстан | вільна боротьба, до 76 кг | 4      |
| Чемпіонат Азії з боротьби 2003 | Казахстан | вільна боротьба, до 84 кг | Бронза |
| Чемпіонат Азії з боротьби 2004 | Казахстан | вільна боротьба, до 84 кг | Бронза |

### Виступи на Азійських іграх
| Змагання           | Збірна    | Вагова категорія          | Місце  |
| ------------------ | --------- | ------------------------- | ------ |
| Азійські ігри 1998 | Казахстан | вільна боротьба, до 85 кг | Бронза |
| Азійські ігри 2002 | Казахстан | вільна боротьба, до 84 кг | Срібло |
| Азійські ігри 2006 | Казахстан | вільна боротьба, до 84 кг | Бронза |

### Виступи на інших змаганнях
| Змагання                                                  | Збірна    | Вагова категорія          | Місце  |
| --------------------------------------------------------- | --------- | ------------------------- | ------ |
| Всесвітні ігри військовослужбовців 1995                   | Казахстан | вільна боротьба, до 82 кг | 4      |
| Центрально-Азійські ігри 1995                             | Казахстан | вільна боротьба, до 82 кг | Срібло |
| Гран-прі Німеччини з боротьби 1996                        | Казахстан | вільна боротьба, до 74 кг | 6      |
| Східноазійські ігри 1997                                  | Казахстан | вільна боротьба, до 76 кг | Золото |
| Кубок Азії і Океанії з боротьби 1997                      | Казахстан | вільна боротьба, до 85 кг | Золото |
| Східноазійські ігри 2001                                  | Казахстан | вільна боротьба, до 85 кг | Срібло |
| Кубок Азії з боротьби 2003                                | Казахстан | вільна боротьба, до 84 кг | 4      |
| Чемпіонат світу з боротьби серед військовослужбовців 2005 | Казахстан | вільна боротьба, до 84 кг | Срібло |

### Виступи на змаганнях молодших вікових груп
| Змагання                                     | Збірна    | Вагова категорія          | Місце  |
| -------------------------------------------- | --------- | ------------------------- | ------ |
| Чемпіонат світу з боротьби серед молоді 1993 | Казахстан | вільна боротьба, до 82 кг | Срібло |